# Mondim da Beira
Mondim da Beira ist eine Gemeinde (Freguesia) im portugiesischen Kreis Tarouca. In ihr leben 585 Einwohner (Stand 19. April 2021).